# 국립박물관 (뉴델리)

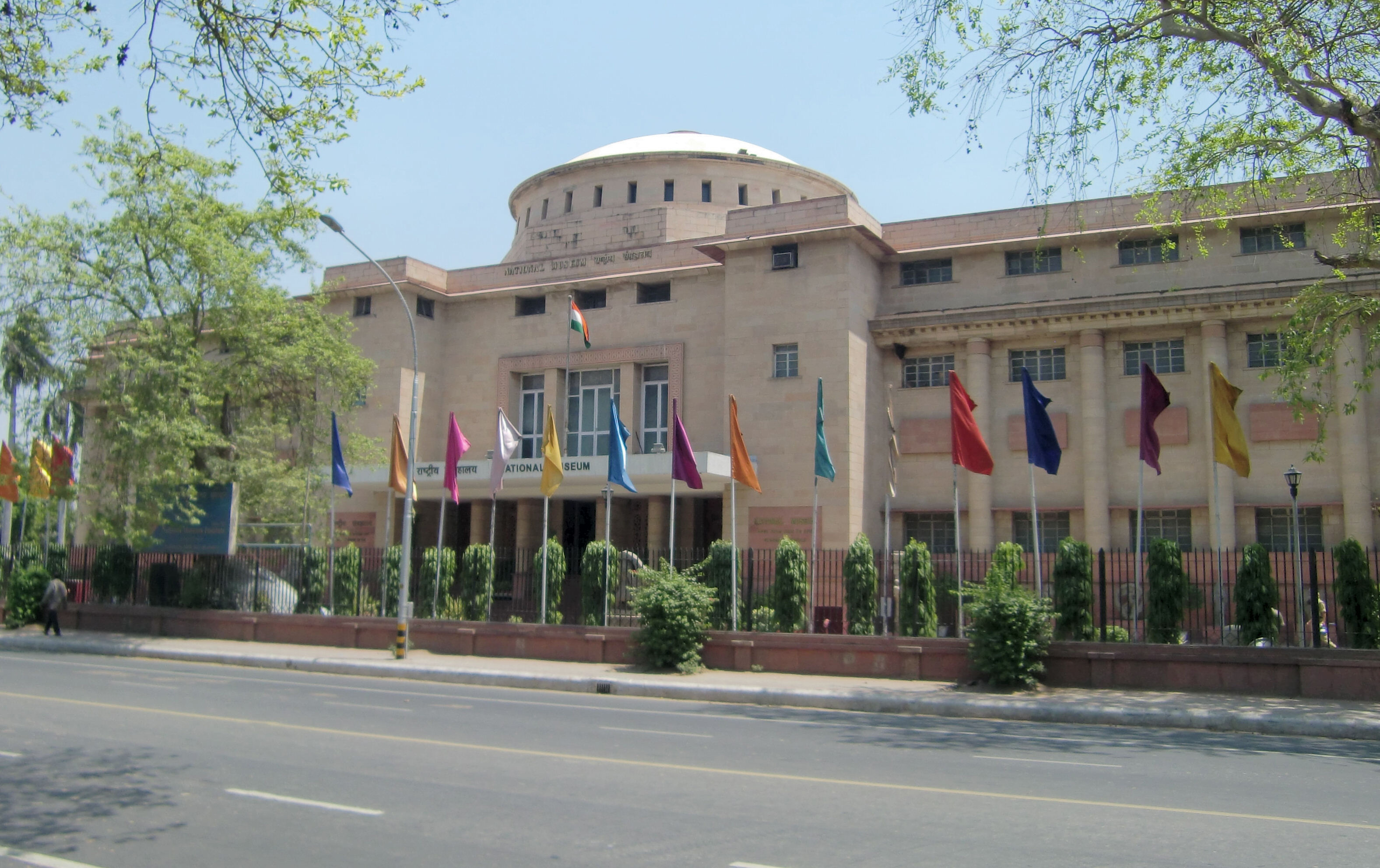
국립박물관

국립박물관(國立博物館, National Museum)은 뉴델리에 있는 인도에서 가장 큰 박물관이다. 국립박물관은 인도 4,000년의 역사 유물뿐만 아니라, 중앙아시아 각지의 유물을 광범위하게 소장하고 있는 곳이다. 인더스 문명의 발상지인 하라파의 출토품과 간다라의 불상, 마우리아 제국과 굽타 제국의 유품 등이 전시되어 있으며 무굴제국의 세빌화오라 수사본, 각종 민예품이 높여 있다.